# Parc national Bukhansan
 (janvier 2016).
Si vous disposez d'ouvrages ou d'articles de référence ou si vous connaissez des sites web de qualité traitant du thème abordé ici, merci de compléter l'article en donnant les références utiles à sa vérifiabilité et en les liant à la section « Notes et références ».

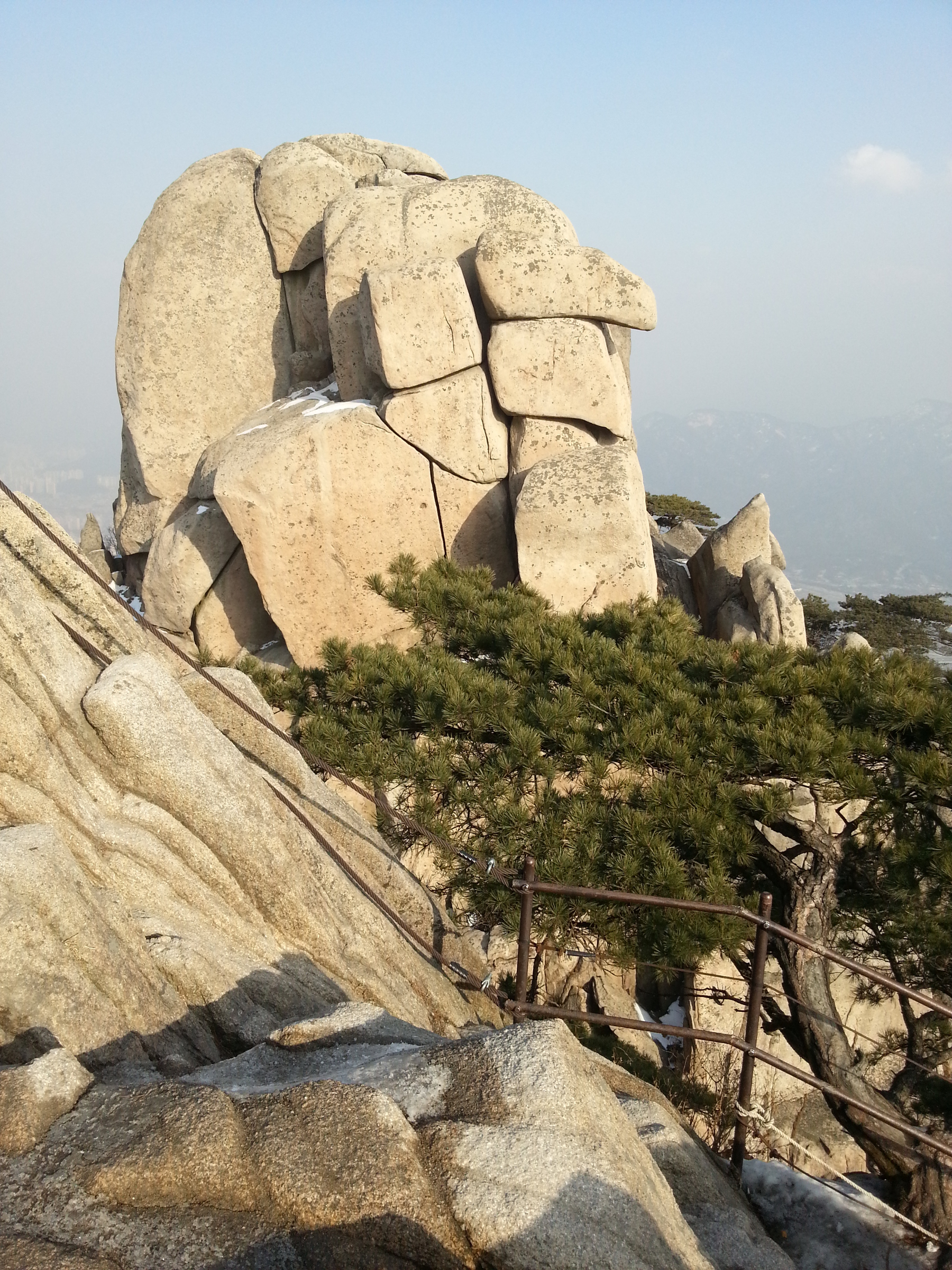
Parc national du mont Bukhansan

Le parc national du mont Bukhansan (coréen : 북한산국립공원, 北漢山國立公園) à Séoul et Gyeonggi couvre une surface d'approximativement  80 km2 et a été créé le 2 avril 1983. Le mot Bukhansan signifie « la montagne au nord du fleuve Han ».

## Le parc
Le parc est formé de zones forestières, de temples et de pics granitiques. Les trois pics principaux sont Baekundae, 836,5 m, Insubong, 810,5 m et Mangnyeongdae, 799,5 m. Certaines zones du parc sont fermées, par rotation, pour protéger l'environnement local, car le parc est très fréquenté par des randonneurs, des grimpeurs, et la population de Séoul.

## Bukhansanseong
La forteresse Bukhansanseong (en) est à l'intérieur du parc, ainsi qu'un mur défensif de 9,5 km de long. La première forteresse avérée date de 1711, mais il semble qu'elle fut bâtie sur le site d'un beaucoup plus vieux bâtiment. Elle devait protéger Séoul des invasions étrangères. Elle fut détruite, puis reconstruite après la guerre de Corée.

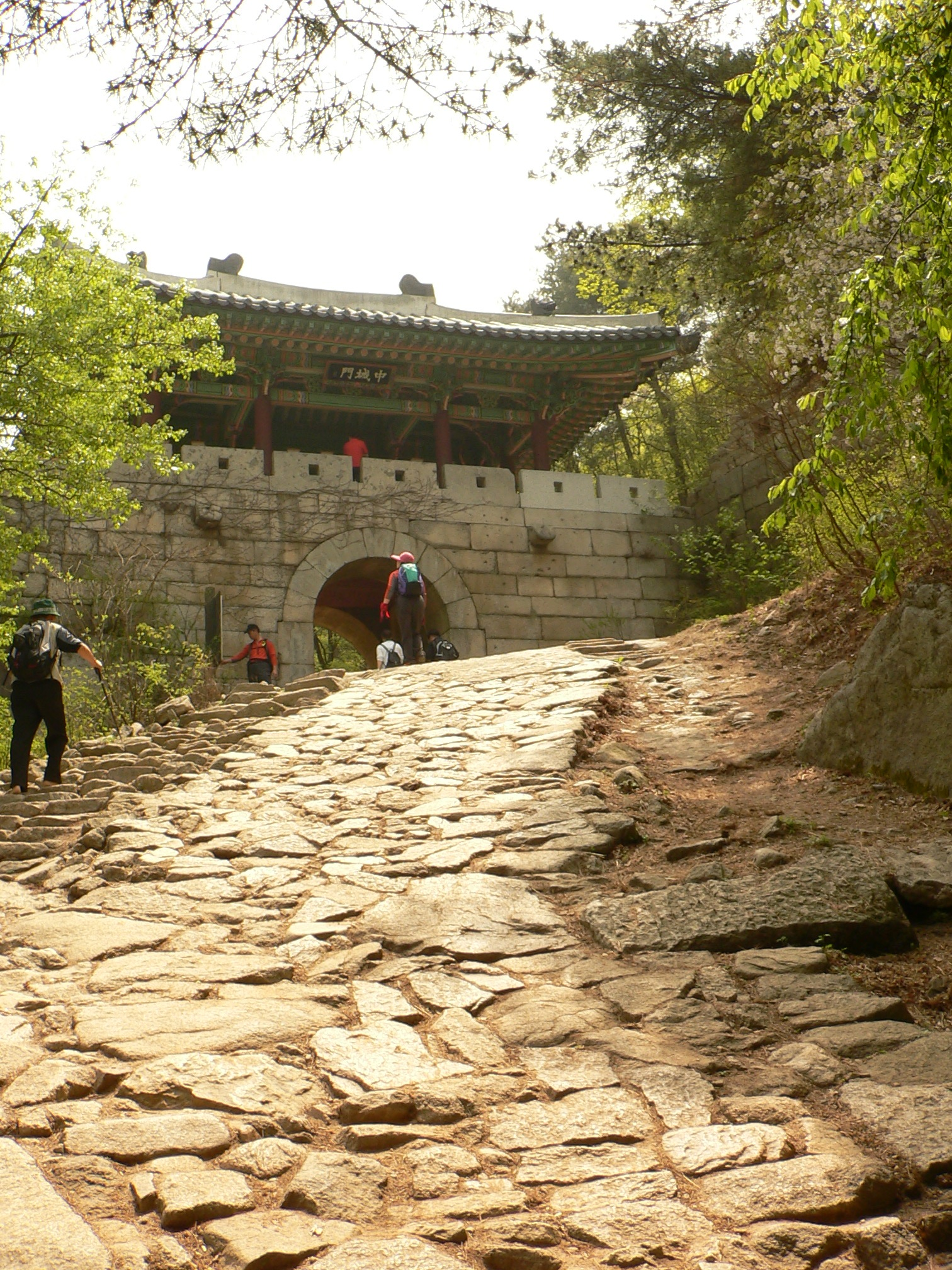
Bukhansanseong.

## Visites
Le parc est fréquenté par plus de cinq millions de visiteurs par an. De nombreux chemins de randonnées le sillonnent, on peut également y faire de l'escalade. On y découvre, au hasard des chemins, de nombreux temples bouddhistes, encore habités. Plusieurs proposent aux touristes de venir loger une nuit pour découvrir le bouddhisme.